# ローマに散る
『ローマに散る』（原題：Cadaveri eccellenti）は、1976年制作のイタリアのスリラー映画。
レオナルド・シャーシャ原作の小説「権力の朝」を映画化したポリティカル・スリラー。フランチェスコ・ロージ監督。

## あらすじ
ローマ近郊で法曹界最大級の大物司立官3人が連続して殺害された。ローマ警察のロガス警部はこれらの事件の捜査を命じられる。
捜査を進めたロガスは、妻殺しの冤罪事件で有罪となったクレスに目星を付けるが、証拠はない。その間にもさらに2人の判事が殺された。被害者は5人ともクレスの裁判を担当した判事であった。
だがある日、ロガスは突然事件の捜査から外されてしまう。しかし、彼にはやり残した仕事が1つあった。それはクレスの裁判を担当した判事の最後の1人で、現在は最高裁長官となっているリケスに身の危険を知らせる事だった。
リケス邸へ向かったロガスは、裏門から出てくる軍の高官や警視総監の車を目撃、事件の裏に国家絡みの不気味な影が潜んでいることを確信するが、やがてロガス自身の身にも魔の手が忍び寄る。

## キャスト

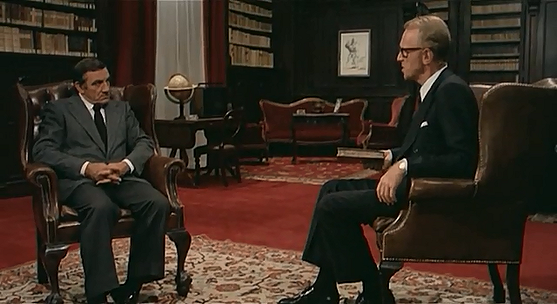
映画の1シーンより。リノ・ヴァンチュラ（左）とマックス・フォン・シドー。

- ロガス警部：リノ・ヴァンチュラ（吹替：森山周一郎）
- 警視総監：ティノ・カラーロ
- ヴァルガ検事：シャルル・ヴァネル
- ラスト判事：アラン・キュニー
- リケス最高裁長官：マックス・フォン・シドー
- クサーノ：ルイジ・ピスティッリ
- 特捜刑事：レナート・サルヴァトーリ
- 売春婦：ティナ・オーモン
- マルセル・ボズフィ
- 公安担当大臣：フェルナンド・レイ（吹替：大木民夫）
- サンツァ判事：フランチェスコ・カッラーリ

※テレビ放送：TBSテレビ「月曜ロードショー」1980年10月13日

## 評価
- 第29回カンヌ国際映画祭（1976年）特別招待作品[2]
- 第21回ダヴィッド・ディ・ドナテッロ賞（1976年）
- 作品賞
- 監督賞（フランチェスコ・ロージ）[3]